# Palatul Ministerului Lucrărilor Publice
Palatul Ministerului Lucrărilor Publice este o clădire din București, construită între anii 1906-1910, în stil tradițional, neoromânesc, după planurile arhitectului Petre Antonescu, pe terenul viran situat vizavi de Grădina Cișmigiului, numit “Maidanul lui Duca”.
Construcția a fost realizată de Elie Radu, care a făcut fundația  cu un radier general din beton armat de 1m grosime și a realizat planșee de beton armat.

## Istoricul clădirii

Palatul Ministerului Lucrărilor Publice pe o carte poştală datată 1913

În 1910, la inaugurarea Palatului Ministerului Lucrărilor Publice, Monetăria Națională, a bătut o medalie comemorativă, având pe o față profilul regelui Carol I al României, iar pe cealaltă silueta clădirii.
În 1910 în clădire a fost instalat Ministerul Lucrărilor Publice.
În timpul ocupației germane din 1916-1918, Palatul Ministerului Lucrărilor Publice a fost rechiziționat și transformat în Comandatura Generală Germană.
După Primul Război Mondial, titulatura instituției găzduite în clădire a devenit Ministerul Lucrărilor Publice și al Comunicațiilor.
Clădirea a adăpostit Ministerul Lucrărilor Publice și al Comunicațiilor până la sfârșitul celui de-al Doilea Război Mondial, când edificiul, avariat în urma bombardamentelor, a fost reconstruit și lărgit tot sub îndrumarea lui Petre Antonescu.
După ce în 1948 Petre Antonescu a renovat clădirea și i-a adăugat încă un etaj, în clădire s-a instalat Primăria Generală, devenită în următorii ani Sfatul Popular al Capitalei. Până în 2010 clădirea a găzduit sediul Primăriei Municipiului București. Din 2011 a fost începută renovarea clădirii, motiv pentru care instituția primăriei s-a mutat, provizoriu, într-o clădire pe Splaiul Independenței și a plătit o chirie 300 de mii de euro pe lună, însumând peste 20 de milioane de euro în cei șase ani cât a durat renovarea. În decembrie 2016, primăria a revenit în vechiul sediu, a cărui renovare a costat 28 de milioane de euro. În cadrul lucrărilor de consolidare s-a utilizat o metodă de excepție, de izolare antiseismică a bazei clădirii, care constă în decuplarea structurii de vibrațiile terenului și introducerea izolatorilor antiseismici, aceeași metodă fiind utilizată și la consolidarea Arcului de Triumf din București.

## Monument istoric
Fostul Palat al Ministerului Lucrărilor Publice este înscris în Lista monumentelor istorice 2004, Municipiul București, la Nr. crt. 969, Cod LMI 2004: B-II-m-A-18688, cu denumirea actuală de Palatul administrativ al Municipiului București.